# 크로이가

크로이가의 문장

크로이가(House of Croÿ)는 1486년부터 제국 의회에서 의석을 차지했던 고대 유럽 귀족 가문으로, 1594년 신성 로마 제국의 왕자로 승격되었다. 1533년에는 벨기에의 아르쇼 공작이 되었고, 1598년에는 프랑스의 크로이 공작이 되었다. 이전의 통치 및 중재 가문으로서 호샤델(고귀 귀족)에 속해 있었다. 1913년에는 벨기에, 프랑스, 오스트리아, 프로이센에 지부를 두었다.